# Saint-Germain-le-Châtelet
Saint-Germain-le-Châtelet (deutsch früher Sankt German) ist eine französische Gemeinde im Département Territoire de Belfort in der Region Bourgogne-Franche-Comté.

## Geographie
Saint-Germain-le-Châtelet liegt auf 399 m, etwa zehn Kilometer nordöstlich der Stadt Belfort (Luftlinie). Das ehemalige Straßenzeilendorf erstreckt sich am Nordrand der Burgundischen Pforte, auf dem Plateau im Vorland der Vogesen, am Südfuß des Châtelet, östlich der Talebene der Madeleine.
Die Fläche des 3,36 km² großen Gemeindegebiets umfasst einen Abschnitt im Bereich des Vogesenvorlandes. Der Hauptteil des Gebietes wird vom Plateau am Vogesenfuß eingenommen, das durchschnittlich auf 400 m liegt. Es ist überwiegend mit Acker- und Wiesland bedeckt, zeigt aber auch einige Waldflächen. Begrenzt wird das Plateau im Westen durch die Talebene der Madeleine, im Osten durch die Mulde des Margrabant, eines Zuflusses des Ruisseau de Saint-Nicolas. In der Talmulde des Margrabant befinden sich mehrere Weiher, die einst für die Fischzucht angelegt wurden. Die südliche Grenze verläuft entlang der Hauptstraße N83, die Belfort mit Mülhausen verbindet. Nach Norden erstreckt sich das Gemeindeareal über einen bewaldeten Hang auf den Châtelet, einen nach Süden ausgreifenden, bewaldeten Vorberg der Vogesen. Hier wird mit 540 m die höchste Erhebung von Saint-Germain-le-Châtelet erreicht.
Nachbargemeinden von Saint-Germain-le-Châtelet sind Romagny-sous-Rougemont im Norden, Felon und Angeot im Osten, Lagrange, Bethonvilliers und Menoncourt im Süden sowie Bourg-sous-Châtelet und Anjoutey im Westen.

## Geschichte
Bereits im 10. Jahrhundert bestand auf dem Châtelet eine Burg, von der jedoch keine Überreste sichtbar sind. Erstmals urkundlich erwähnt wird Saint-Germain im Jahr 1388. Mitte des 14. Jahrhunderts gelangte das Gebiet von Saint-Germain unter die Oberhoheit der Habsburger. Es gehörte zur Herrschaft Rougemont. Zusammen mit dem Sundgau kam das Dorf mit dem Westfälischen Frieden 1648 an die französische Krone. Seit 1793 gehörte es zum Département Haut-Rhin, verblieb jedoch 1871 als Teil des Territoire de Belfort im Gegensatz zum restlichen Elsass bei Frankreich. Im Jahr 1913 wurde Saint-Germain durch eine Schmalspurbahnlinie, die von Belfort über Les Errues nach Rougemont-le-Château führte, an das französische Eisenbahnnetz angebunden. Wenige Jahre vor dem Zweiten Weltkrieg wurde der Betrieb jedoch eingestellt. Um eine Verwechslung mit anderen gleichnamigen Gemeinden zu vermeiden, wurde Saint-Germain 1934 offiziell in Saint-Germain-le-Châtelet umbenannt. Heute ist Saint-Germain-le-Châtelet mit 13 anderen Gemeinden zum Gemeindeverband Communauté de communes du Pays Sous Vosgien zusammengeschlossen.

## Sehenswürdigkeiten
Die Kirche Saint-Germain wurde ab 1734 an der Stelle eines mittelalterlichen Baus neu errichtet. Siehe auch: Liste der Monuments historiques in Saint-Germain-le-Châtelet

## Bevölkerung
| Jahr      | 1962 | 1968 | 1975 | 1982 | 1990 | 1999 | 2007 |
| Einwohner | 291  | 293  | 327  | 347  | 506  | 525  | 601  |

Mit 664 Einwohnern (1. Januar 2022) gehört Saint-Germain-le-Châtelet zu den kleinen Gemeinden des Départements Territoire de Belfort. Nachdem die Einwohnerzahl in der ersten Hälfte des 20. Jahrhunderts stets im Bereich zwischen 230 und 300 Personen gelegen hatte, wurde seit Beginn der 1970er Jahre ein kontinuierliches Bevölkerungswachstum verzeichnet. Seither hat sich die Einwohnerzahl verdoppelt.

## Persönlichkeiten
- Jean Bailly (1922–1984), Politiker

## Wirtschaft und Infrastruktur
Saint-Germain-le-Châtelet war bis weit ins 20. Jahrhundert hinein ein vorwiegend durch die Landwirtschaft (Ackerbau, Obstbau und Viehzucht), die Fischzucht und die Forstwirtschaft geprägtes Dorf. Daneben gibt es heute einige Betriebe des Kleingewerbes. Mittlerweile hat sich das Dorf zu einer Wohngemeinde gewandelt. Viele Erwerbstätige sind auch Wegpendler, die in den Agglomerationen Belfort und Mülhausen ihrer Arbeit nachgehen.
Die Ortschaft ist verkehrstechnisch gut erschlossen. Sie liegt nahe der Hauptstraße N83, die von Belfort nach Mülhausen führt. Der nächste Anschluss an die Autobahn A36 befindet sich in einer Entfernung von ungefähr fünf Kilometern. Weitere Straßenverbindungen bestehen mit Anjoutey und Bethonvilliers.
|  |  |